# Osttimoresisch-schweizerische Beziehungen
Die politischen und wirtschaftlichen osttimoresisch-schweizerischen Beziehungen sind bescheiden.

## Geschichte
Am 25. Juni 1914 fällte der Schweizer Richter Charles Édouard Lardy vom Ständigen Schiedshof in Den Haag einen Schiedsspruch (Sentenca Arbitral) über die Grenzziehung zwischen dem niederländischen Teil Timors und Portugiesisch-Timor. Die Grenzziehung entspricht weitgehend der heutigen Grenze zwischen Osttimor und Indonesien.
Während der Besetzung Osttimors durch Indonesien unterstützten in der Schweiz mehrere Nichtregierungsorganisationen die Unabhängigkeitsbestrebungen Osttimors, so die Association pour la Cause de Timor Oriental (ACTO) und die Association Urgence pour un Timor Libre. Ein Tochterunternehmen der Schweizer Emser Werke verkaufte 1960 15 Tonnen Opalm (eine Napalm-Variante) an Indonesien, die in Osttimor zum Einsatz kamen.
Nach der Krise in Osttimor 1999 und dem Abzug der indonesischen Besatzungsmacht unterstützte die Schweiz in Osttimor das Internationale Komitee vom Roten Kreuz (IKRK), das Hochkommissariat der Vereinten Nationen für Flüchtlinge (UNHCR), das Welternährungsprogramm der Vereinten Nationen (WFP) und das Flüchtlingsradio der Stiftung Hirondelle. Ausserdem leistete die Schweiz umfangreiche Unterstützung für die Opfer und beteiligte sich finanziell an der Friedenstruppe der Vereinten Nationen.
Die Anerkennung Osttimors durch die Schweiz erfolgte mit der Entlassung des südostasiatischen Landes in die Unabhängigkeit am 20. Mai 2002. Als Vertreter des Bundesrates nahm Gérard Fonjallaz, der Schweizer Botschafter im indonesischen Jakarta, an der Unabhängigkeitszeremonie teil. Mit einem Joint Communiqué wurden am 16. September 2002 offiziell die diplomatischen Beziehungen zwischen der Schweiz und Osttimor aufgenommen. Osttimor wurde am 27. September 2002 Mitglied der Vereinten Nationen, 17 Tage nach der Schweiz. Bei der 57. Generalversammlung der Vereinten Nationen in New York (10. bis 15. September 2002) wurde es von Aussenminister José Ramos-Horta und Bundesrat Joseph Deiss unterzeichnet.
Die Schweiz finanziert nur einzelne Entwicklungshilfeprojekte in Osttimor mit jährlich 50'000 Schweizer Franken. Für die Parlamentswahlen in Osttimor 2007 und 2012 entsandte die Schweiz jeweils zwei Wahlbeobachter als Teil der Wahlbeobachtungsmissionen der Europäischen Union (EU).
Ende 2012 lebten drei Schweizer Staatsangehörige in Osttimor.

## Diplomatie

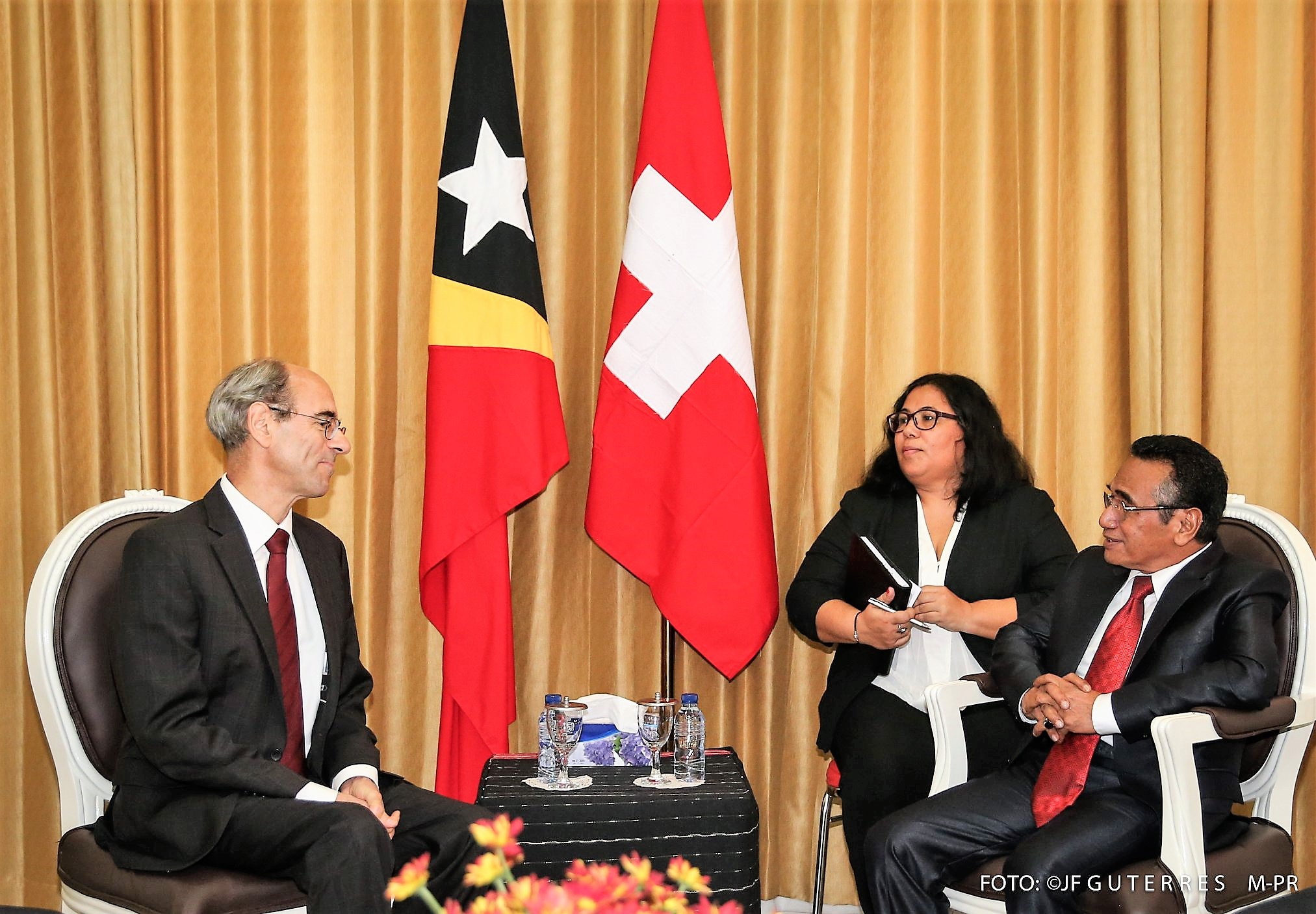
Der Schweizer Botschafter Kurt Kunz und Osttimors Präsident Francisco Guterres (2019)

Die Schweiz unterhält in Osttimor keine eigene Botschaft und ist dort über die Schweizer Botschaft in Jakarta vertreten.
Osttimor unterhält eine Botschaft in Genf. Der Botschafter ist gleichzeitig Ständiger Vertreter am Genfer Sitz der Vereinten Nationen.

## Wirtschaft
Laut dem Statistischen Amt Osttimors exportierte die Schweiz 2016 Handelsgüter im Wert von 417'000 US-Dollar (2016: 807'000 US-Dollar) nach Osttimor. Sie lag damit auf Platz 28 (2016: Platz 22) der Rangliste der Importeure Osttimors. Exporte von Osttimor in die Schweiz wurden für 2016 und 2018 nicht registriert, dafür aber Reexporte in die Schweiz in Höhe von 8'000 US-Dollar.

## Einreisebestimmungen
Staatsbürger Osttimors sind von der Visapflicht für die Schengenstaaten befreit. Auch Schweizer können nach Osttimor visafrei einreisen. Ende 2021 lebten neun Schweizer Staatsbürger in Osttimor.